# Верхнее Ладво
Верхнее Ладво — озеро на территории Костомукшского городского округа Республики Карелии.

## Общие сведения
Площадь озера — 1,3 км², площадь водосборного бассейна — 10,1 км². Располагается на высоте 225 метров над уровнем моря.
Форма озера продолговатая: оно вытянуто с севера на юг. Берега изрезанные, каменисто-песчаные, местами заболоченные.
Через озеро протекает река Ладво, втекающая с правого берега в реку Пирту, которая, в свою очередь, впадает в реку Вуокинйоки. Последняя впадает в реку Судно, которая впадает в озеро Верхнее Куйто.
В озере расположено не менее пяти небольших безымянных островов.
Озеро расположено в 1300 м от Российско-финляндской границы.
Код объекта в государственном водном реестре — 02020000811102000004166.